# كاروسينو
كاروسينو (بالإيطالية: Carosino)‏ هي بلدية في مقاطعة تارانتو في إقليم بوليا الإيطالي.

## السكان
في سنة 1861 بلغ عدد السكان 1٬629 نسمة، وتطور العدد ليصل في سنة 2015 لـ 7٬010 نسمة.
يظهر هذا المخطط البياني تطور النمو السكاني لـ كاروسينو

## توأمة
لكاروسينو اتفاقيات توأمة مع:
- ماراتيا